# Шотландский кубок вызова
Кубок вызова Шотландской Профессиональной Футбольной Лиги (англ.  Scottish Professional Football League Challenge Cup) — более известный как Шотландский Кубок Вызова или под спонсорским названием ШПФЛ Траст Трофи (англ. SPFL Trust Trophy), соревнование, проводимое среди команд-членов Шотландской футбольной лиги. Основан с целью отметить столетие лиги в 1990. Его концепция аналогична Кубку английской лиги, однако команды Премьершипа в его розыгрыше не участвуют. Вместо них в турнире выступают 11 резервных команд клубов Премьершипа, а также команды Чемпионшипа, Лиги 1 и Лиги 2, к ним присоединяются по четыре команды Лиг Лоуленда и Хайленда, а также приглашённые команды из Уэльса, Северной Ирландии, Ирландии и низших лиг Англии.

## Формат розыгрыша 2022/23
Соревнование проводится путём игр «на вылет». Первые два раунда играются в середине недели, далее матчи проводятся в выходные. Каждый раунд состоит из одного матча, хозяева поля определяются в процессе жеребёьвки раунда. В случае ничьи в основное время назначается дополнительное время, далее, в случае необходимости, победитель определяется в серии пенальти. В сезоне 2022/23 Кубок ориентировочно будет разыгрываться с 1 августа по 24 марта, помимо шотландских команд в турнире примут участие валлийские «Нью-Сейнтс» и «Бала Таун», а также североирландские «Клифтонвил» и «Колрейн». Первый и второй раунды проводится по двум зонам — Юго-Запад и Северо-Восток, в первом раунде играют резервные команды клубов Премьершипа, по четыре лучшие команды Лиг Лоуленда и Хайленда, а также команды с 8 по 10-е места Лиги 2. Во втором раунде к победителям первого тура присоединяются оставшиеся команды Лиги 2 и две худшие команды Лиги 1. С третьего раунда перестаёт действовать региональное разграничение и к соревнованию присоединяются оставшиеся команды в том числе представители других стран. Финал проводится на нейтральном поле.

## История
Шотландский Кубок Вызова был основан в 1990-м году в ознаменование столетия Шотландской футбольной лиги. Новый турнир изначально рассчитывался как единоразовое соревнование, но в связи с популярностью среди болельщиков стал ежегодным соревнованием. Первый розыгрыш прошёл под названием B&Q Centenary Cup, далее назывался просто B&Q Cup в честь компании спонсора. С первых лет существования в турнире не принимают участия команды высшей лиги чемпионата Шотландии. Победителем первого розыгрыша стал «Данди», обыгравший в дополнительное время «Эр Юнайтед».
Количество участников турнира варьировалось в зависимости от количества команд входящих в Шотландскую Футбольную Лигу. В 2011 году к участию в турнире впервые были приглашены команды 5-о уровня в системе лиг, которые не входят в Футбольную Лигу, но имеют лицензию Шотландской Футбольной ассоциации. После объединения Футбольной Лиги и Премьер-Лиги в 2013-м году в Шотландскую Профессиональную Футбольную Лигу турнир стал называться Кубком вызова ШПФЛ, но так же разыгрывался без участия команд высшего дивизиона.
В сезоне 2016/17 состав участников турнира был расширен за счёт участия молодёжных команд (до 20 лет) клубов Премьершипа, расширения представительства Лиг Хайленда и Лоуленда до 4-х лучших команд от лиги и приглашения лучших команд из чемпионатов Уэльса и Северной Ирландии. Уэльс был представлен «Нью-Сентс» и «Бала Таун», а Северная Ирландия «Линфилдом» и «Крусейдерс». Через год состав приглашённых участников расширился за счёт представителей чемпионата Ирландии «Слайго Роверс» и «Брей Уондерерс».
Розыгрыш сезона 2018/19 ознаменовался повышением возрастного ограничения молодёжных команд до 21 года, а также приглашением команд Английской Национальной лиги — «Саттон Юнайтед» и «Борем Вуд». В том же году валлийский «Коннас-Ки Номадс» стал первым иностранным финалистом турнира.
В связи с пандемией COVID-19 розыгрыш кубка в сезоне 2019/20 не был завершён и оба финалиста, «Инвернесс» и «Райт Роверс», были названы победителями. В соответствие с общим решением клубов проведение Кубка Вызова было отложено до тех пор пока болельщики не смогут вернуться на стадионы, в связи с чем в сезоне 2020/21 турнир не был разыгран.

## Финалы
Всего в финал Кубка Вызова выходило 26 разных команд. Самый титулованный клуб в истории турнира — «Фалкирк», выигравший кубок 4 раза, последний в 2012-м году. Только «Гамильтон» смог выиграть турнир два раза подряд, в 1992 и 1993 годах. Рекордсмены по количеству финалов — «Росс Каунти», «Инвернесс», «Куин оф зе Саут» и «Гамильтон», эти клубы по пять раз играли в финале. Большинство победители и финалистов Кубка представляют Чемпионшип (2-й уровень), «Стенхаумюир» в 1996-м году стал первым финалистом и победителем турнира с 3-о уровня лиг, далее этого смогли добиться «Странраер», «Аллоа Атлетик» и «Куин оф зе Саут». Команды из более низких дивизионов ни разу в финал не выходили. В 2019 году валлийский «Коннас-Ки Номадс» стал первым и пока единственным зарубежным клубом вышедшим в финал турнира.
| Сезон     | Победитель                | Счёт                                                                                             | Финалист                                                                                         |
| --------- | ------------------------- | ------------------------------------------------------------------------------------------------ | ------------------------------------------------------------------------------------------------ |
| 1990/91   | Данди                     | 3:2 д.в.                                                                                         | Эйр Юнайтед                                                                                      |
| 1991/92   | Гамильтон Академикал      | 1:0                                                                                              | Эйр Юнайтед                                                                                      |
| 1992/93   | Гамильтон Академикал      | 3:2                                                                                              | Гринок Мортон                                                                                    |
| 1993/94   | Фалкирк                   | 3:0                                                                                              | Сент-Миррен                                                                                      |
| 1994/95   | Эйрдрионианс              | 3:2 д.в.                                                                                         | Данди                                                                                            |
| 1995/96   | Стенхаусмюир              | 0:0 пен                                                                                          | Данди Юнайтед                                                                                    |
| 1996/97   | Странраер                 | 1:0                                                                                              | Сент-Джонстон                                                                                    |
| 1997/98   | Фалкирк                   | 1:0                                                                                              | Куин оф зе Саут                                                                                  |
| 1998/99   | не проводился             | не проводился                                                                                    | не проводился                                                                                    |
| 1999/2000 | Аллоа Атлетик             | 4:4 пен                                                                                          | Инвернесс Каледониан Тисл                                                                        |
| 2000/01   | Эйрдрионианс              | 2:2 пен                                                                                          | Ливингстон                                                                                       |
| 2001/02   | Эйрдрионианс              | 2:1                                                                                              | Аллоа Атлетик                                                                                    |
| 2002/03   | Куин оф зе Саут           | 2:0                                                                                              | Брихин Сити                                                                                      |
| 2003/04   | Инвернесс Каледониан Тисл | 2:0                                                                                              | Эйрдри Юнайтед                                                                                   |
| 2004/05   | Фалкирк                   | 2:1                                                                                              | Росс Каунти                                                                                      |
| 2005/06   | Сент-Миррен               | 2:1                                                                                              | Гамильтон Академикал                                                                             |
| 2006/07   | Росс Каунти               | 1:1 пен                                                                                          | Клайд                                                                                            |
| 2007/08   | Сент-Джонстон             | 3:2                                                                                              | Данфермлин Атлетик                                                                               |
| 2008/09   | Эйрдри Юнайтед            | 2:2 пен                                                                                          | Росс Каунти                                                                                      |
| 2009/10   | Данди                     | 3:2                                                                                              | Инвернесс Каледониан Тисл                                                                        |
| 2010/11   | Росс Каунти               | 2:0                                                                                              | Куин оф зе Саут                                                                                  |
| 2011/12   | Фалкирк                   | 1:0                                                                                              | Гамильтон Академикал                                                                             |
| 2012/13   | Куин оф зе Саут           | 1:1 (6:5, по пен.)                                                                               | Партик Тисл                                                                                      |
| 2013/14   | Райт Роверс               | 1:0 (в доп. время)                                                                               | Рейнджерс                                                                                        |
| 2014/15   | Ливингстон                | 4:0                                                                                              | Аллоа Атлетик                                                                                    |
| 2015/16   | Рейнджерс                 | 4:0                                                                                              | Питерхед                                                                                         |
| 2016/17   | Данди Юнайтед             | 2:1                                                                                              | Сент-Миррен                                                                                      |
| 2017/18   | Инвернесс                 | 1:0                                                                                              | Дамбартон                                                                                        |
| 2018/19   | Росс Каунти               | 3:1                                                                                              | Коннас-Ки Номадс                                                                                 |
| 2019/20   | Райт Роверс               | Финал не был разыграв в связи с пандемией COVID-19. Оба финалиста признаны победителями турнира. | Финал не был разыграв в связи с пандемией COVID-19. Оба финалиста признаны победителями турнира. |
| 2019/20   | Инвернесс                 | Финал не был разыграв в связи с пандемией COVID-19. Оба финалиста признаны победителями турнира. | Финал не был разыграв в связи с пандемией COVID-19. Оба финалиста признаны победителями турнира. |
| 2020/21   | не проводился             | не проводился                                                                                    | не проводился                                                                                    |
| 2021/22   | Райт Роверс               | 3:1                                                                                              | Куин оф зе Саут                                                                                  |
| 2022/23   | Гамильтон                 | 1:0                                                                                              | Райт Роверс                                                                                      |

## Рекорды

### Командные
- Самая крупная домашняя победа: 8-1 — «Рейнджерс» против «Клайда», 18 августа 2014 г.[9]
- Самая крупная выездная победа: 8-0 — «Гринок Мортон» против «Странраера», 23 июля 2011 г.[9]
- Самый результативный матч: 6:7 — «Солихалл» против «Рейнджерс II» 24 августа 2013 г.[9]
- Самая высокая посещаемость: 48133— «Рейнджерс» против «Странраер» 10 апреля 2016 г.[9]
- Самая низкая посещаемость: 3 — «Аннан Атлетик» против «Селтик II» 14 августа 2018 г.[9]

### Индивидуальные
- Лучший бомбардир турнира: 20 голов — Рорри Макаллистер[10]
- Наибольшее количество матчей в турнире: 29 матчей — Джо Кардл[11]